# 小倉元悦
小倉 元悦（おぐら もとよし）は、戦国時代の武将。毛利氏家臣。父は近江国蒲生郡小椋庄の八尾城主の小倉実隆。諱は元実とも。

## 生涯
天文8年（1539年）、近江国蒲生郡小椋庄の八尾城主の小倉実隆の四男として生まれる。
永禄7年（1564年）、分家である小倉西家の山上城主の小倉右京大夫が延暦寺領であった山上郷の年貢を横領したことから、六角義治の命を受けた父の実隆は小倉西家と戦ったが戦死。この事態に対し、実隆の実父である蒲生定秀が介入して小倉西家を討伐したことで、小倉氏の勢力は衰退した。次兄の行春らは以後蒲生氏家臣となったが、元悦は厳島神主家を頼って安芸国に移り住み、毛利元就に招かれて側近として仕えた。
永禄10年（1567年）4月7日に死去。享年29。元悦に男子はなく、内藤元方の三男の元廉が婿養子として家督を相続した。